# فلاسا
بلدية فلاسا (بالإسبانية: Flassá) هي بلدية تقع في مقاطعة جرندة التابعة لمنطقة كتالونيا شمال شرق إسبانيا.

## الديموغرافيا
بلغ عدد سكان بلدية فلاسا 1.059 نسمة عام 2011 (وفقاً للمعهد الوطني الإسباني للإحصاء).
| 851 | 844 | 884 | 983 | 1.018 | 1.072 | 1.059 |